# Pahtarivier (Pajala)
De Pahtarivier (Zweeds: Pahtajoki) is een rivier, die stroomt in de Zweedse  gemeente Pajala. De rivier ontstaat als een tweetal beken uit het moeras Pahtavuomo samenstromen en zuidwaarts stromen. Onderweg krijgt de rivier nog water mee uit het Pahtajärvi, een meer van circa 50 hectare groot. De Pahtarivier is ongeveer 8 kilometer lang en stroomt door onbewoond gebied.